# 살란카야나 왕조
살란카야나 왕조(IAST : Śālaṇkāyana)는 서기 300년부터 440년까지 고대 인도의 안드라 지역 일부를 통치했던 왕조이다. 왕조의 영토는 고다바리강과 크리슈나강 사이에 위치했다. 왕조의 수도는 오늘날 안드라프라데시주 서고다바리구의 엘루루 근처에 있는 벵기(오늘날의 페다베기)에 위치했다.
살란카야나는 원래 브라만 현자의 이름이다. 왕조명은 난디(시바의 황소)를 의미하는 상징과 고트라 이름에서 유래했다.
살란카야나 왕조는 안드라 이크슈바쿠 왕조를 계승했으며 남인도 팔라바 왕조의 봉신이었다. 이 시기에 텔루구어 문자는 다른 남인도 및 북인도 언어와 명확하게 구분되기 시작했다. 초대 왕인 하스티바르만은 굽타 제국의 황제 사무드라굽타에게 패배했지만 나중에 풀려나 그에게 공물을 바친 여러 왕 중 한 명이다.
사무드라굽타의 알라하바드 석주 비문에서 하스티바르만이 언급되어 있는 구절은 다음과 같다:
- (19~20행) 그의 용맹스러움이 용맹스러움과 어우러진 것은 (그가) 먼저 닥쉬나파타의 모든 왕들, 예를 들어 코살라의 마헨드라, 마하칸타라의 비야그라라자, 쿠라라의 만타라자, 피쉬타푸라의 마헨드라기리, 코투라의 스바미닷타, 에란디팔라의 다마나, 칸치의 비슈누고파, 아바묵타의 닐라라자, 벵기의 하스티바르만, 팔락카의 우그라세나, 데바라슈트라의 쿠베라, 쿠스탈라푸라의 다나얀자야 등을 포로로 잡았다가 석방하는 은혜를 베푼 것에서 비롯되었다.[2] :145

5세기 후반에 살란카야나 왕조는 비슈누쿤디나 왕조의 마다바 바르마 2세에 의해 정복되었다.

## 역대 군주
1. 데바바르마[3]
2. 하스티베르마[3]
3. 난디 베르마
4. 비자야데바 베르마
5. 비자야난디 베르마